# Hemus Air
Hemus Air war eine bulgarische Fluggesellschaft mit Sitz in Sofia und ein Tochterunternehmen der Bulgaria Air.

## Geschichte

### Gründung und erste Jahre
Die nach einem alten Namen für das Balkangebirge benannte Airline wurde 1991 vom bulgarischen Staat gegründet, um eine Konkurrenz zur damals einzigen bulgarischen Fluglinie Balkan Bulgarian Airlines zu schaffen, die auch im Besitz des bulgarischen Staates war. Balkan Airlines ging allerdings 2002 in Konkurs.
Hemus Air wurde 2002 privatisiert und befindet sich im Besitz bulgarischer Investoren. Die Fluglinie versucht seitdem, sich auf dem Markt gegen die starke Konkurrenz ausländischer Fluglinien zu behaupten. Ein weiterer bulgarischer Mitbewerber war zunächst der neu gegründete Nachfolger der Balkan Bulgarian Airlines, Bulgaria Air. Das Management von Hemus Air hat selbstbewusst verkündet, dass Hemus Air sich am Privatisierungsprozess der staatlichen Bulgaria Air beteiligen möchte. Hemus Air hat sich außerdem zum Ziel gesetzt, die größten und wichtigsten Airlines Bulgariens miteinander zu verbinden. Aus diesem Grund übernahm es 2006 die bulgarische Airline Viaggio Air und deren zwei Maschinen des Typs ATR 42-300, die seitdem sowohl auf internationalen Strecken Europas für Viaggio Air als auch auf innerbulgarischen Strecken für Hemus Air fliegen.

### Zusammenschluss mit Bulgaria Air
2006 übernahm Hemus Air den bulgarischen Flagcarrier Bulgaria Air zu 99,9 % und bemüht sich seitdem, die Flotte dieser Fluggesellschaft auszubauen. Seit 2007 befinden sich die drei bulgarischen Airlines Bulgaria Air, Hemus Air und Viaggio Air unter gemeinsamer Führung im Besitz der Hemus Air. Diese plante seit der Übernahme der beiden Mitbewerber, alle drei Fluggesellschaften zu einer einzigen Airline zu vereinen. Seit September 2007 tragen alle Flugnummern der drei Gesellschaften den IATA-Code FB der Bulgaria Air. Durch die Kombination der Flugstrecken und Flugzeuge aller drei Airlines erhofft sich Hemus Air eine größere Konkurrenzfähigkeit gegenüber ausländischen Fluggesellschaften. Gemeinsam operierten alle drei Fluggesellschaften über mehr als 40 Flugstrecken.
Im Zuge der Vereinheitlichung sind seit Anfang 2009 die beiden Markennamen Hemus Air und Viaggio Air komplett verschwunden. Die Marke Bulgaria Air bleibt damit als einzige der drei erhalten und bündelt das gemeinsame Streckennetz und die Flotte in sich, was sich auch in der neuen gemeinsamen Internetpräsenz zeigt. Zwischenzeitlich wurde Hemus Air aufgelöst.

## Flugziele
Hemus Air bot zuletzt keinen Flugbetrieb unter eigenem Namen mehr an, sondern operierte ausschließlich im Streckennetz der Bulgaria Air.

## Flotte
Mit Stand Juli 2013 bestand die Flotte der Hemus Air aus einer ATR 42-300.